# Wear OS

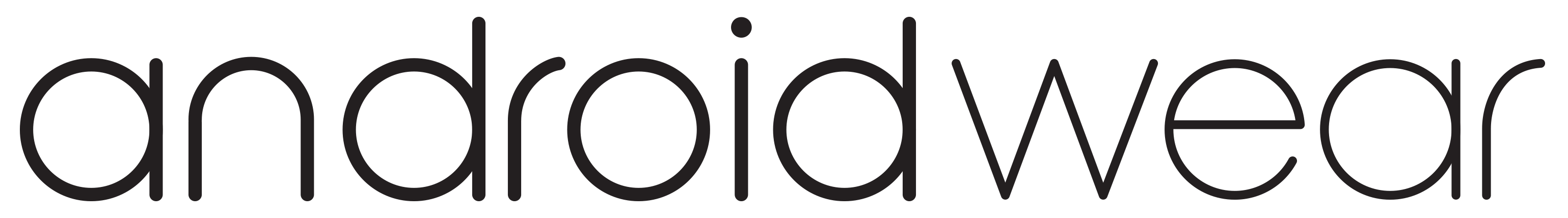
Логотип Android Wear (предыдущее имя операционной системы)

Wear OS (ранее Android Wear)  (Wear OS by Google, полное название)— версия операционной системы Android, созданная для умных часов. При соединении смартфона на Android или iOS, и умного устройства Wear OS интегрирует в него функциональность Google Ассистента и позволит получать входящие уведомления и оповещения со смартфона на носимое устройство.
Платформа была анонсирована 18 марта 2014 года. Такие компании как Motorola, Samsung, LG, HTC и Asus подтвердили своё участие в проекте Android Wear. 25 июня 2014 на конференции для разработчиков Google I/O были представлены первые умные часы на Android Wear: Samsung Gear Live и LG G Watch. 3 сентября 2014 года на выставке IFA 2014 были представлены часы ZenWatch от Asus. Первые часы с круглым дисплеем от Motorola — Moto 360 — также были анонсированы и поступили в продажу осенью 2014 года.
Wear OS совместима как с квадратными, круглыми и прямоугольными часами (Moto 360).
В августе 2015 года Google официально объявила о выпуске специального мобильного приложения для смартфонов под управлением операционной системы iOS, благодаря которому любые смарт-часы на базе Android Wear можно будет синхронизировать с iPhone.
В марте 2018 года название операционной системы изменено на Wear OS. Wear OS поддерживает Bluetooth, NFC, Wi-Fi, мобильный интернет, а также ряд функций и приложений. Стили циферблата включают круглую, квадратную и прямоугольную формы.
В январе 2021 года Google завершила сделку по приобретению производителя носимых устройств Fitbit; После объявления о покупке в ноябре 2019 года глава отдела аппаратного обеспечения Google — Рик Остерло заявил, что это будет возможность ещё больше инвестировать в Wear OS, а также вывести на рынок носимые устройства Google Wear OS на базе Samsung.
В мае 2021 года на Google I/O компания Google объявила о крупном обновлении платформы, известном внутри компании как Wear OS 3.0. Он включает в себя новый визуальный дизайн, вдохновлённый Android 12, и функции отслеживания тренировок Fitbit. Google также объявила о партнёрстве с Samsung Electronics, которая сотрудничает с Google для унификации своей платформы умных часов на базе Tizen с Wear OS и обязалась использовать Wear OS в своих будущих продуктах для умных часов. Базовый код также был обновлён до Android 11. Wear OS 3.0 будет доступна для устройств Wear OS с процессором Qualcomm Snapdragon Wear 4100 и будет являться дополнительным обновлением, требующим для установки сброса настроек к заводским настройкам.
Wear OS было установлено уже более 50 миллионов раз по оценкам Google Play на 2022—2024.

### Android Wear
| Версия Android Wear     | Основана на версии Android… | Нововведения | Выпуск       | Примечания |
| ----------------------- | --------------------------- | --- | ------------ | --- |
| 4.4W                    | 4.4 KitKat                  | - Первоначальный выпуск платформы Android Wear для умных часов: то же, что и Android 4.4, но с добавлением носимых расширений в API. - Обновление API до версии 20. | Март 2014    | Представлен на Google I/O 2014. |
| 4.4W1                   | 4.4 KitKat                  | - Обновления пользовательского интерфейса для навигации и сигналов Google Maps. | Июль 2014    | |
| 4.4W2                   | 4.4 KitKat                  | - Оффлайн воспроизведение музыки через Bluetooth. - Поддержка GPS для часов с трекером GPS. - Новый интерфейс приложения музыки. | Октябрь 2014 | |
| 1.0 (5.0.1W)            | 5.0.1 Lollipop              | Выпуск Android 5 для часов привнёс: - API смены циферблата. - Усиление яркости на свете. - Режим «в театре». - Настройки тени сверху. - Статистика использования батареи. - Недавно использованные приложения будут вверху списка приложений. - Возможность выбрать какие уведомления будут приходить к вам на часы со смартфона. | Декабрь 2014 | С этой версии названия ведутся не с версией Android, а с начала (старый формат оставлен для совместимости). Также обновления безопасности Android будет идти вместе с Wear OS, объединяя API. |
| 1.1 (5.1.1W1)           | 5.1.1 Lollipop              | - Поддержка Wi-Fi для часов с Wi-Fi модулем. - Возможность нарисовать эмоджи для ответа в сообщении. - Центр уведомлений. - Шаблоны экрана блокировки. - Возможность менять размер шрифта. - При свайпе влево открывается список приложений. - Возможность назначить постоянно открытые приложения. - Новые жесты с запястьем. | Maй 2015     | |
| 1.3 (5.1.1W2)           | 5.1.1 Lollipop              | - Интерактивные циферблаты - Google переводчик | Август 2015  | |
| 1.4 (6.0.1W1)           | 6.0.1 Marshmallow           | Выпуск Android 6 для часов привнёс: - Ещё больше жестов с запястием. - Поддержка динамиков для часов с динамиком - Возможность отправлять голосовые сообщение прямо с часов, если у часов есть микрофон. | Февраль 2016 | |
| 1.5 (6.0.1W2)           | 6.0.1 Marshmallow           | - Возвращена возможность перезагрузить часы. - В «Об устройстве» теперь есть дата исправлений безопасности Android. | Июнь 2016    | |
| 2.0 (7.1.1W1)           | 7.1.1 Nougat                | Выпуск Android 7 для часов привнёс: - Обновлён пользовательский интерфейс: - изменён Material Design - добавлена тёмная тема - более круглое оформление для круглых часов - Автономные приложения из Google Play. - Complications для циферблатов. - Встроенная клавиатура - Рукописный ввод - Уведомления от одного приложения группируются. - «Умные уведомления». - Возможность выхода в интернет через SIM-карту, для часов со слотом SIM-карты. | Февраль 2017 | |
| 2.6 (7.1.1W2)           | 7.1.1 Nougat                | - Размер текста адаптируется в зависимости от длины письма. - Новый индикатор загрузки. - Новые complication для запуска ранее использованного приложения. | Ноябрь 2017  | |
| 2.6 (7.1.1W3, 8.0.0 W1) | 8.0 Oreo                    | Выпуск Android 8 для часов привнёс: - Настройка силы вибрации при уведомлениях. - Сенсорная блокировка при нахождении в воде или на зарядке. - Добавлены 7 языков и регионов. - Каналы уведомлений. - Ограничение фоновых работ приложений. | Декабрь 2017 | |
| 2.7 (7.1.1W4, 8.0.0 W2) | 8.0 Oreo                    | - Возможность менять жирность шрифта. - Complications теперь работают и с TalkBack. - Адаптация размера текста теперь работает и в уведомлениях. - Добавлены быстрые настройки для просмотра подключения к Wi-Fi, Bluetooth, или мобильному интернету. - Ход загрузки в уведомлениях. - Recent App complication - Улучшено предотвращение случайных жестов.                                                                                          | Декабрь 2017 | Является обновлением приложения Android Wear, а не OTA обновлением для часов. |
| 2.8 (7.1.1W5, 8.0.0W3)  | 8.0 Oreo                    | - Улучшена видимость уведомлений благодаря новому макету, который позволяет сразу увидеть больше сообщений пользователя. - Задний фон стал темнее. | Январь 2018  | Является обновлением приложения Android Wear, а не OTA обновлением для часов. |
| 2.9 (7.1.1W6, 8.0.0W4)  | 8.0 Oreo                    | - Возможность предварительного просмотра сообщений - Улучшена видимость карточек уведомлений с длинными заголовками. | Февраль 2018 | Является обновлением приложения Android Wear, а не OTA обновлением для часов. |

### Wear OS
| Версия Wear OS | Основана на версии Android… | Нововведения | Выпуск        | Примечания |
| -------------- | --------------------------- | --- | ------------- | --- |
| 1.0            | 8.0 Oreo                    | - Ребренд на Wear OS. - Расширенная поддержка Google Pay в странах. | Март 2018     | Сброс версии до «1.0». Теперь для запуска дополнительных возможностей часов надо иметь хотябы «минимальную версию» приложения Wear OS. Приложение Wear OS: 2.10 |
| 1.4            | 8.0 Oreo                    | - Ускоренный запуск Google Pay. - Более привлекательный дизайн для мероприятий и встреч. - Исправлена ошибка синхронизации часового пояса. | Июль 2018     | Приложение Wear OS: 2.14 |
| 2.0            | 8.0 Oreo                    | - Свайпы для более быстрого запуска Google Ассистента и Google Fit. - Google Ассистент теперь более персонализированный - Новый дизайн для переключателей и потока уведомлений. - Новый элементы управления музыкой для часов с дополнительными физическими кнопками. - Жирный шрифт в списке приложений. | Сентябрь 2018 | Приложение Wear OS: 2.18 |
| 2.2            | 9 Pie H MR1                 | Выпуск Android 9 H MR1 для часов привнёс: - Добавляет функции из Android 9. - Автоматическое включение энергосберегающего режима при 10 % заряда. - Облегчает восстановление из фонового режима в активный. - Часы входят в глубокий сон если 30 минут нет активности. - Удерживая кнопку питания можно выключить или перезагрузить часы. | Ноябрь 2018   | Приложение Wear OS: 2.20 |
| 2.6            | 9 Pie H MR1                 | - При смахивании влево открывается меню погоды. | Май 2019      | Приложение Wear OS: 2.24 |
| 2.7            | 9 Pie H MR1                 | - Исправление багов. | Июнь 2019     | Приложение Wear OS: 2.25 |
| 2.9            | 9 Pie H MR1                 | - Уведомления. | Июль 2019     | Приложение Wear OS: 2.26 |
| 2.17           | 9 Pie H MR1                 | - Таймер для мытья рук в связи с коронавирусом. - Новый пользовательский интерфейс и плитки для Google Fit. | Апрель 2020   | Приложение Wear OS: 2.35 |
| 2.23           | 9 Pie H MR2                 | Выпуск Android 9 H MR2 для часов привнёс: - Улучшение логики работы процессора, теперь приложения запускаются до 20 % быстрее. - Улучшение системного интерфейса: - более интуитивно понятные элементы управления различными режимами часов и тренировками - можно поставить больше плиток - новая плитка погоды - возможность задать через сколько времени экран потухнет - новая настройка яркости - возможность поменять смысл кнопки питания, на Google ассистента - Google Fit: плитки тренировки и дыхания, новый главный экран и функция отслежки сна. - Повышенная производительность на платформах Qualcomm Snapdragon Wear 4100 и 4100+. - Улучшена поддержка 4G. - Упрощённый процесс сопряжения - Неделя без подзарядки как стандарт - YouTube Music - Возможность поделиться своим результатом | Декабрь 2020  | Приложение Wear OS: 2.41 |
| 3.0            | Android 11                  | Выпуск Android 11 для часов: - Новый интерфейс как в Android 11. - Новые функции в Google Fit: - Измерение стресса на основе пульса - ЭКГ - Температура тела - Челленджы - Уровень кислорода в крови - Отслеживание циклов сна - просыпания ночью - Аппаратные изменения: - Улучшение Bluetooth. | Август 2021   | Часы не от Google или имеющие свой OEM компаньон больше не совместимы с приложением Wear OS. OEM приложение часов рекомендовано/необходимо.                     |
| 3.2            | Android 11                  | - Изменены значки панели приложений и панели уведомлений. | Февраль 2022  | Часы не от Google или имеющие свой OEM компаньон больше не совместимы с приложением Wear OS. OEM приложение часов рекомендовано/необходимо.                     |
| 3.5            | Android 11                  | - Интеграция с FitBit. - Улучшения в Google Ассистенте. - Добавлены дополнительные циферблаты. - Удалена совместимость с iPhone. | Октябрь 2022  | Часы не от Google или имеющие свой OEM компаньон больше не совместимы с приложением Wear OS. OEM приложение часов рекомендовано/необходимо.                     |
| 4.0            | Android 13                  | - Material You интерфейс - Анимированные плитки. - Новый формат циферблатов в XML формате. - Синхронизация разрешений приложения с подключённым телефоном. - Бэкапы в Google аккаунт. - Более детальная обработка разрешений для данных о состоянии здоровья. | Июль 2023     | Google всё ещё находит уязвимости в этой версии, но уязвимостей в следующей версии пока не было замечено в бюллетенях.                                          |
| 5.0            | Android 14                  | - Сетчатый лаунчер приложений - Выбор устройств вывода мультимедиа - Улучшения формата циферблата - Распознавание снимков экрана - Обновления служб здравоохранения | 19 июля 2024  | |
| 5.1            | Android 15                  | - Только 64-битные системы | 19 марта 2025 | |
| 6.0            | Android 16                  | | 2026          | |